# 戴維理
戴維理主教（葡萄牙語：Dom Paulo José Tavares；1920年1月25日—1973年6月12日）是天主教澳門教區的第20任主教，亦是澳門最後一位非華裔主教，於1961年到1973年在位,合共14年。到任前他原任職於聖座國務院，之前亦曾任天主教馬六甲-柔佛教區及天主教新加坡總教區的主教。戴維理主教生於葡萄牙亞速爾群島的聖米格爾島，1973年於葡萄牙首都里斯本病逝。
戴維理主教任內正值中華人民共和國文化大革命時期，澳門亦受到這股革命影響，令當時的澳門陷入無政府狀態。戴維理主教適時把澳門的公教社會服務教育事業達到巔峰狀態。他曾參與梵二大公會議；創立花地瑪堂區，重新劃分堂區地；首次選任華人為副主教；創建和擴建的機與學校達二十所，建造聖聖兩座。1973年重回葡國留醫，病逝於里斯本，享年53歲，葬於故鄉。

## 參看
- 天主教澳門教區
- 天主教澳門教區主教列表